# Альгеро
Альґе́ро, Альґе́ або Л'Альге́ (італ. Alghero, МФА: [alˈɡɛːro]; кат. L'Alguer, МФА: [ɫəɫˈɣe]; сард. S'Alighèra) — місто в Італії, розташоване на північному заході острова Сардинії, у провінції Сассарі.
Альгеро розташоване на відстані близько 380 км на південний захід від Рима, 165 км на північний захід від Кальярі, 28 км на південний захід від Сассарі.
Населення — 44 082 особи (2014) (на початку XX ст. проживало 54 300 осіб[джерело?]).
Щорічний фестиваль відбувається 29 вересня. Покровитель — Св. Архангел Михаїл.

## Історія
Точно визначити дату заснування міста не можливо, скоріш за все найдавніше ядро з'явилося протягом ХІІІ століття і пов'язано з генуезьською родиною Доріа. Місто було укріпленним портом, що належав до мережи володінь Доріа на півночі Сардинії, за виключенням відрізку 1283-1284, коли Альґе належав Пізі. Під час війни між Венецією та Генуєю, генуезці були вперше вигнані з міста каталонським флотом в 1353 році і остаточно після довгої облоги в 1354, що завершилося масовим заселенням міста каталонцями і деякими арагонцями. Місто почало активно розвиватися і отримало статус королевського міста, що разом з Кальярі, стали головними портами на Сардинії і гарантували зв'язок острова з рештою територій Арагонської Корони. Через це Альґе отримав безліч економічних вигод і привілеїв, що призвело до інтенсивного росту населення і високого рівня добробуту протягом XIV-XVI сторічч. З XVII століття починається період занепаду, як економічного так і демографічного як наслідок політики яку впроваджували Габсбурги, а також ряд епідемій чуми.

## Культура та мова
За результатами опитування 2004 р. було визначено кількість осіб, які користуються трьома основними мовами міста:
|                                                  | Рідна мова | Найуживаніша мова |
| ------------------------------------------------ | ---------- | ----------------- |
| Італійська                                       | 59,2 %     | 83,0 %            |
| Каталанська                                      | 22,4 %     | 13,9 %            |
| Сардська                                         | 12,3 %     | 2,8 %             |
| Джерело: Опитування щодо використання мов у Алге |            |                   |

Місто являє собою лінгвістичний острівець: 60 % населення можуть говорити архаїчним та ітільянізованим варіантом каталанської мови, яка на Сардинії називається алгерською.

## Статус каталанської мови в м. л'Алге
З 11 вересня 1997 р. законом № 26 Автономної області Сардинія каталанська визнана однією з офіційних мов міста л'Алге (Альгеро) на о-ві Сардинія в Італії поряд з корсиканською (або корсо-галурезькою) на півночі острова (у законі її названо «галурезьким діалектом»), сассарською на північному заході (у законі її названо «сассарським діалектом»), сардською у центральній та південній частинах острова та табаркінською (діалект лігурійської мови) говіркою на південному заході Сардинії (у законі її названо «табаркінською мовою»).

## Клімат
Місто знаходиться у зоні, котра характеризується середземноморським кліматом. Найтепліший місяць — серпень із середньою температурою 23.4 °C (74.1 °F). Найхолодніший місяць — січень, із середньою температурою 10.1 °С (50.2 °F).
| Клімат Альгеро          | Клімат Альгеро | Клімат Альгеро | Клімат Альгеро | Клімат Альгеро | Клімат Альгеро | Клімат Альгеро | Клімат Альгеро | Клімат Альгеро | Клімат Альгеро | Клімат Альгеро | Клімат Альгеро | Клімат Альгеро | Клімат Альгеро |
| Показник                | Січ.           | Лют.           | Бер.           | Квіт.          | Трав.          | Черв.          | Лип.           | Серп.          | Вер.           | Жовт.          | Лист.          | Груд.          | Рік            |
| Абсолютний максимум, °C | 20             | 26             | 23             | 26             | 32             | 35             | 41             | 38             | 35             | 32             | 26             | 21             | 41             |
| Середній максимум, °C   | 13,9           | 14,1           | 15,1           | 17,5           | 21,5           | 25,4           | 28,9           | 28,8           | 26,2           | 22,3           | 17,6           | 14,7           | 20,5           |
| Середня температура, °C | 10,1           | 10,2           | 11,1           | 13,2           | 16,6           | 20,4           | 23,3           | 23,4           | 21,2           | 17,7           | 13,7           | 11,1           | 16             |
| Середній мінімум, °C    | 6,3            | 6,3            | 7,1            | 8,9            | 11,8           | 15,3           | 17,7           | 18             | 16,2           | 13,1           | 9,7            | 7,4            | 11,5           |
| Абсолютний мінімум, °C  | −5             | −2             | −2             | 0              | 2              | 8              | 10             | 11             | 8              | 5              | 0              | −2             | −5             |
| Норма опадів, мм        | 64.5           | 67.5           | 51.2           | 44.7           | 24.7           | 12.9           | 5.1            | 11.9           | 38.9           | 75.9           | 103.7          | 89.1           | 590.1          |
| Днів з опадами          | 8,8            | 8,9            | 7,3            | 6,5            | 4,2            | 2              | 0,9            | 1,3            | 3,9            | 6,8            | 9,7            | 9,6            | 69,9           |
| Вологість повітря, %    | 80             | 79             | 77             | 76             | 74             | 70             | 66             | 69             | 72             | 76             | 79             | 80             | 74.8           |
| ----------------------- | -------------- | -------------- | -------------- | -------------- | -------------- | -------------- | -------------- | -------------- | -------------- | -------------- | -------------- | -------------- | -------------- |
| Джерело: Weatherbase    |                |                |                |                |                |                |                |                |                |                |                |                |                |

## Демографія
Населення за роками:

Станом на 31 грудня 2014 року в муніципалітеті офіційно проживав 1771 іноземець з 89 країн, серед них 871 громадянин країн Євросоюзу та 67 громадян України.

## Уродженці
- Антонелло Куккуредду (*1949) — відомий у минулому італійський футболіст, захисник, згодом — футбольний тренер.

- Франка Мазу — видатна сардська співачка альґерезською, сардською та італійськими мовами

- Рафаель Каріа  — каталаномовний поет з л'Альґе

## Сусідні муніципалітети
- Ольмедо
- Путіфігарі
- Сассарі
- Урі
- Вілланова-Монтелеоне

## Міста-побратими
- Балаге,  Каталонія , Іспанія
- Таррагона,  Каталонія , Іспанія
- Пальма,  Майорка ,Іспанія
- Енкамп, Андорра

## Галерея зображень

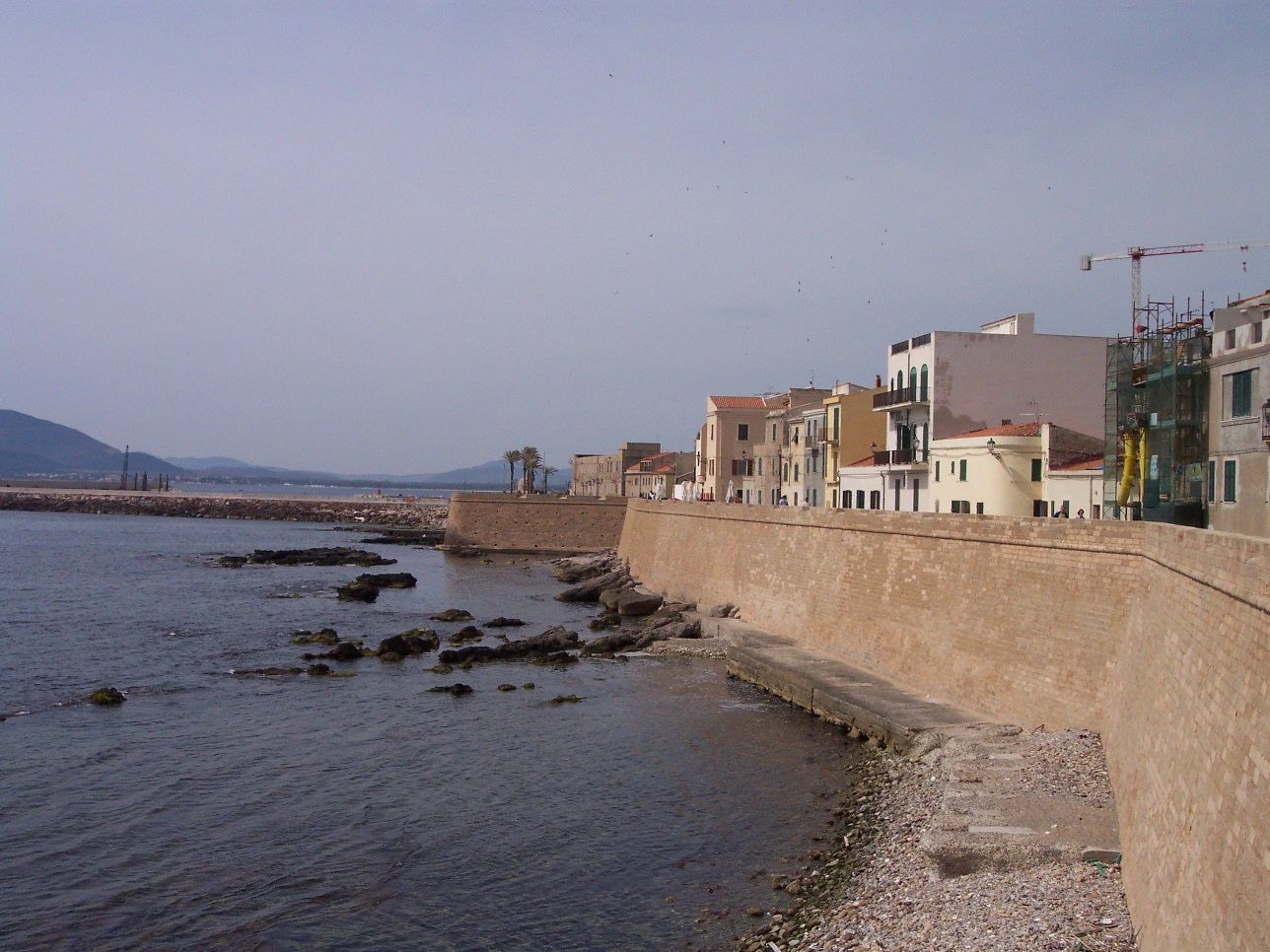
Вид на місто
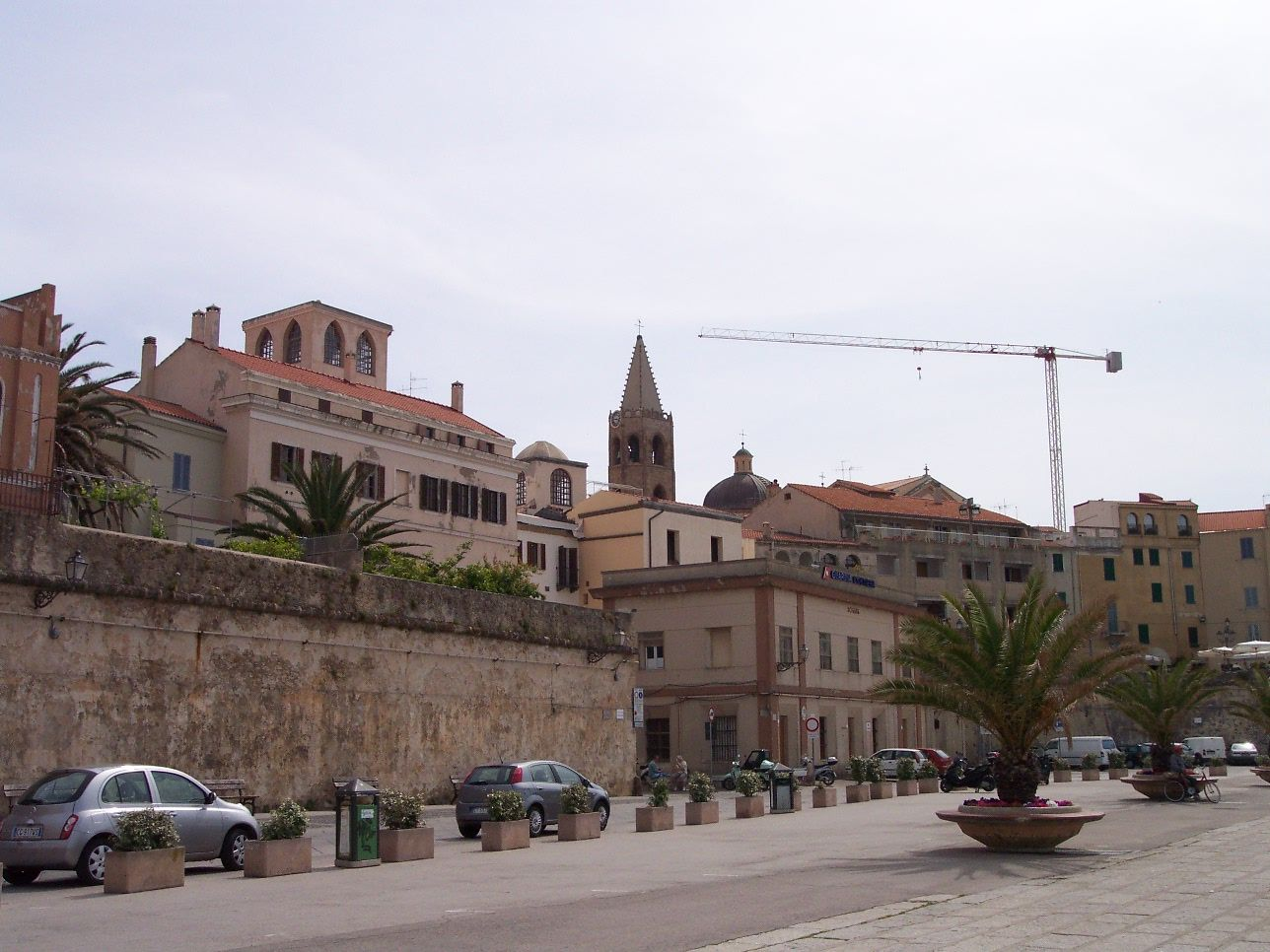
Вид на місто
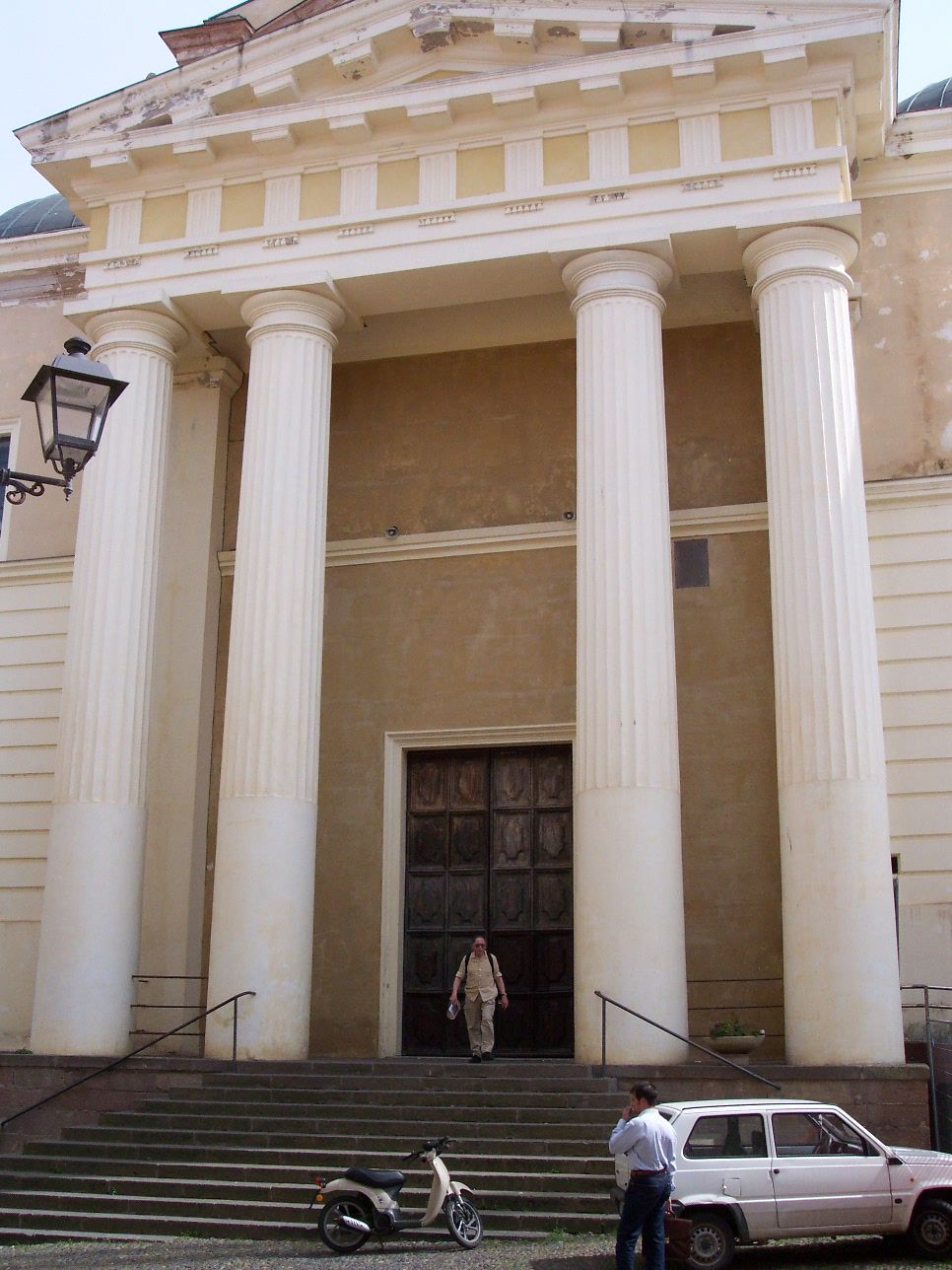
Собор Св. Марії
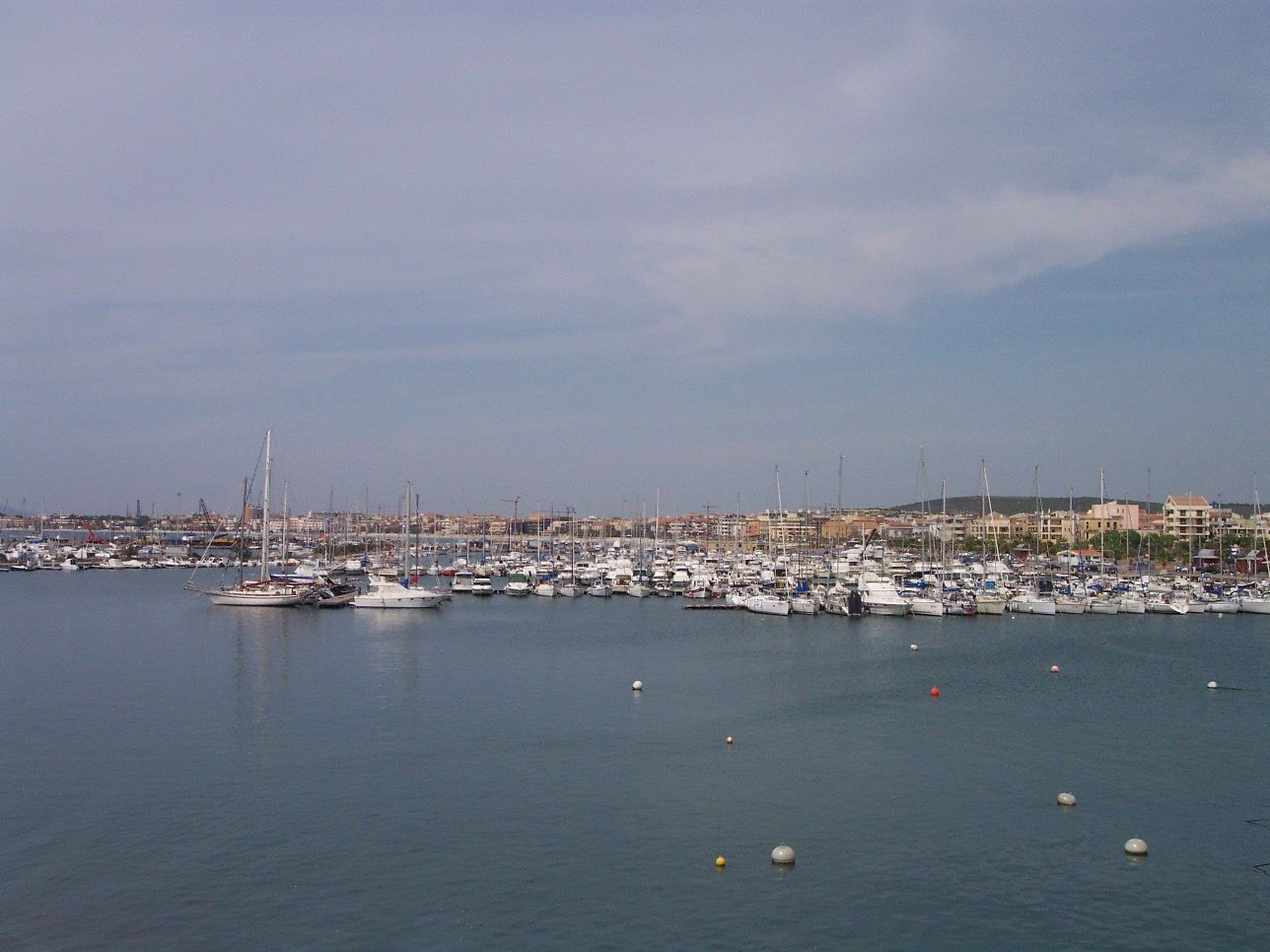
Затока м. Алге
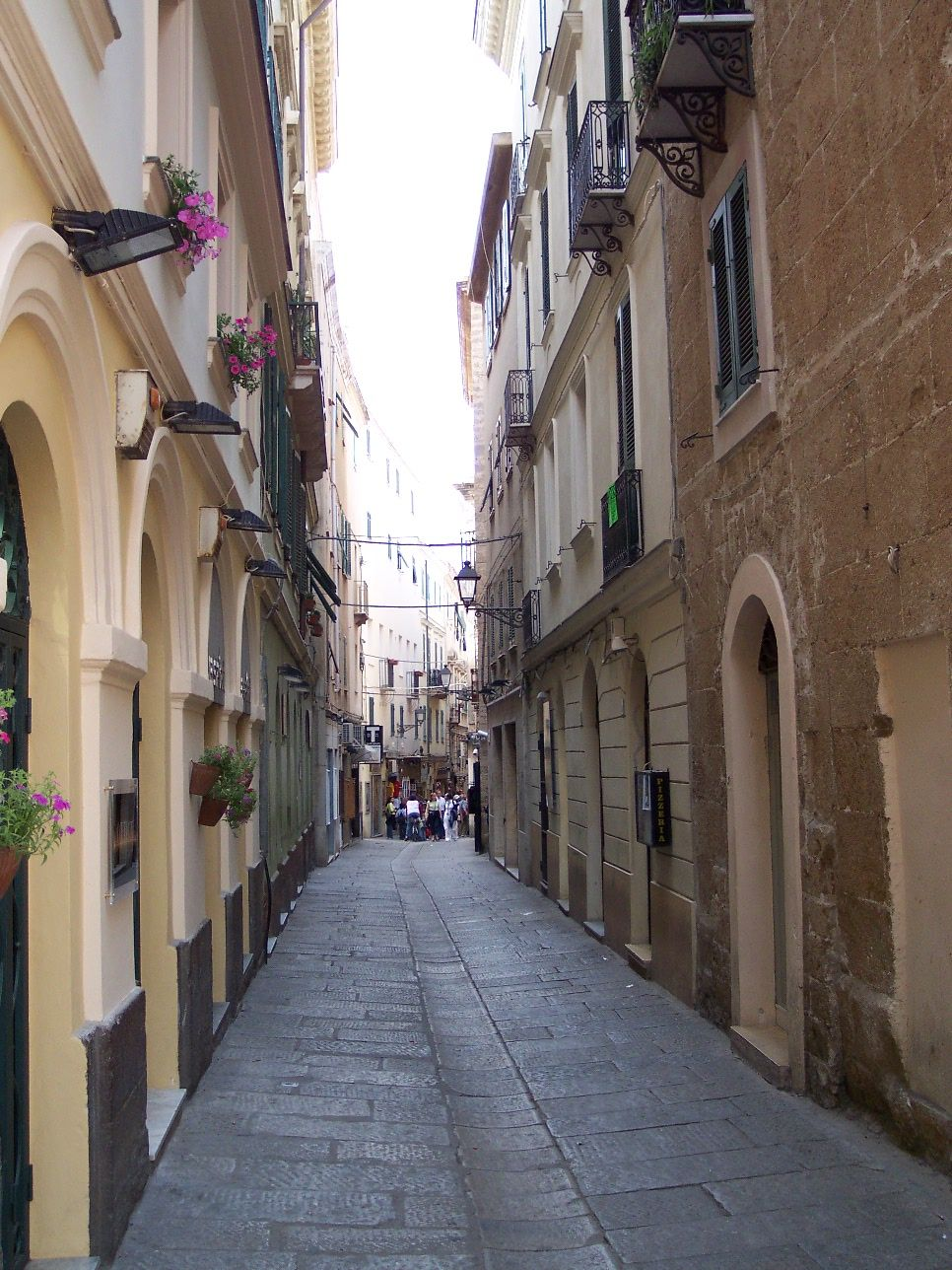
Вул. Св. Франсеска (Старий квартал, кат. l'Alguer Vella)
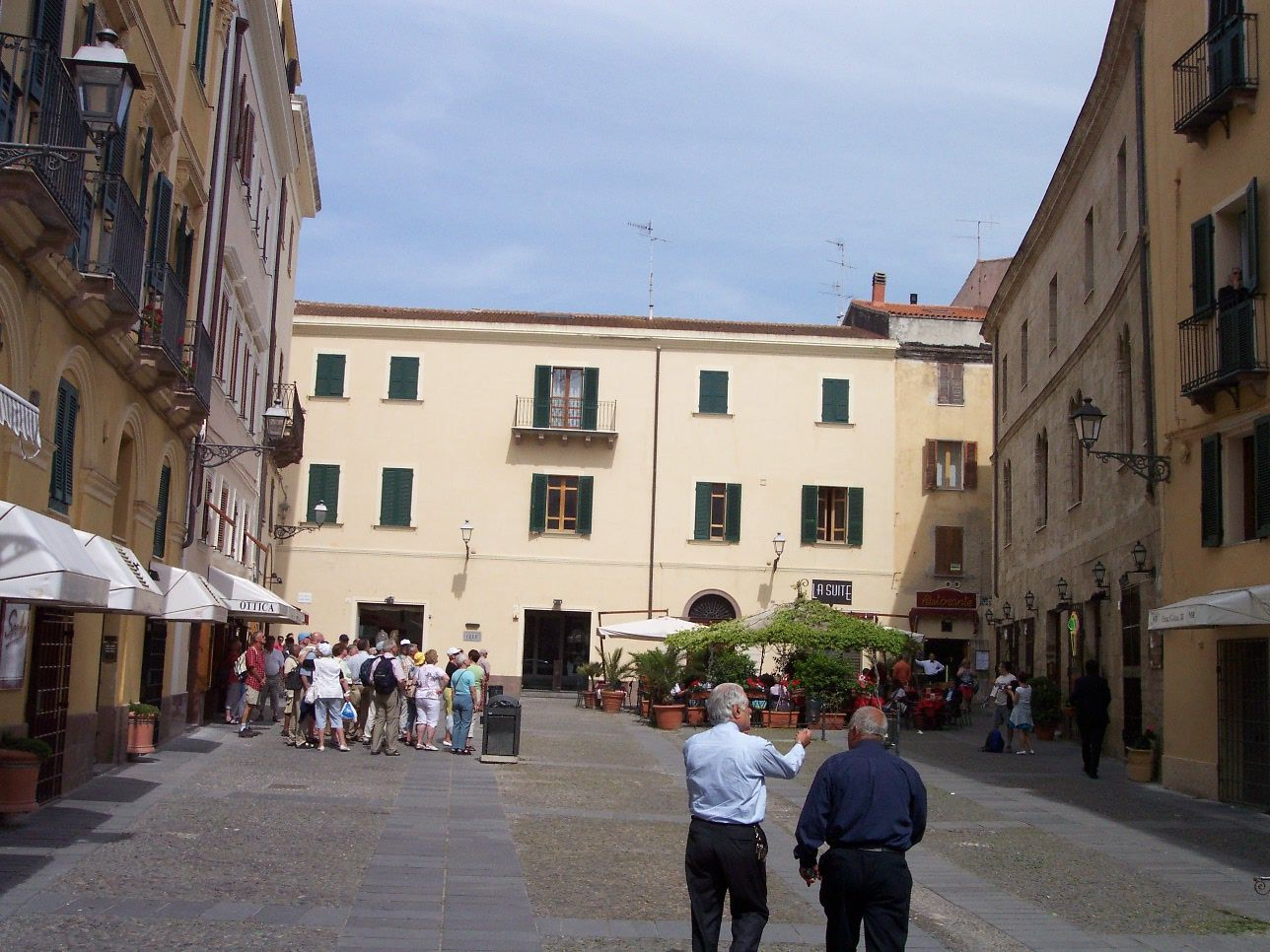
Площа Поу Бель (італ. Piazza civica)
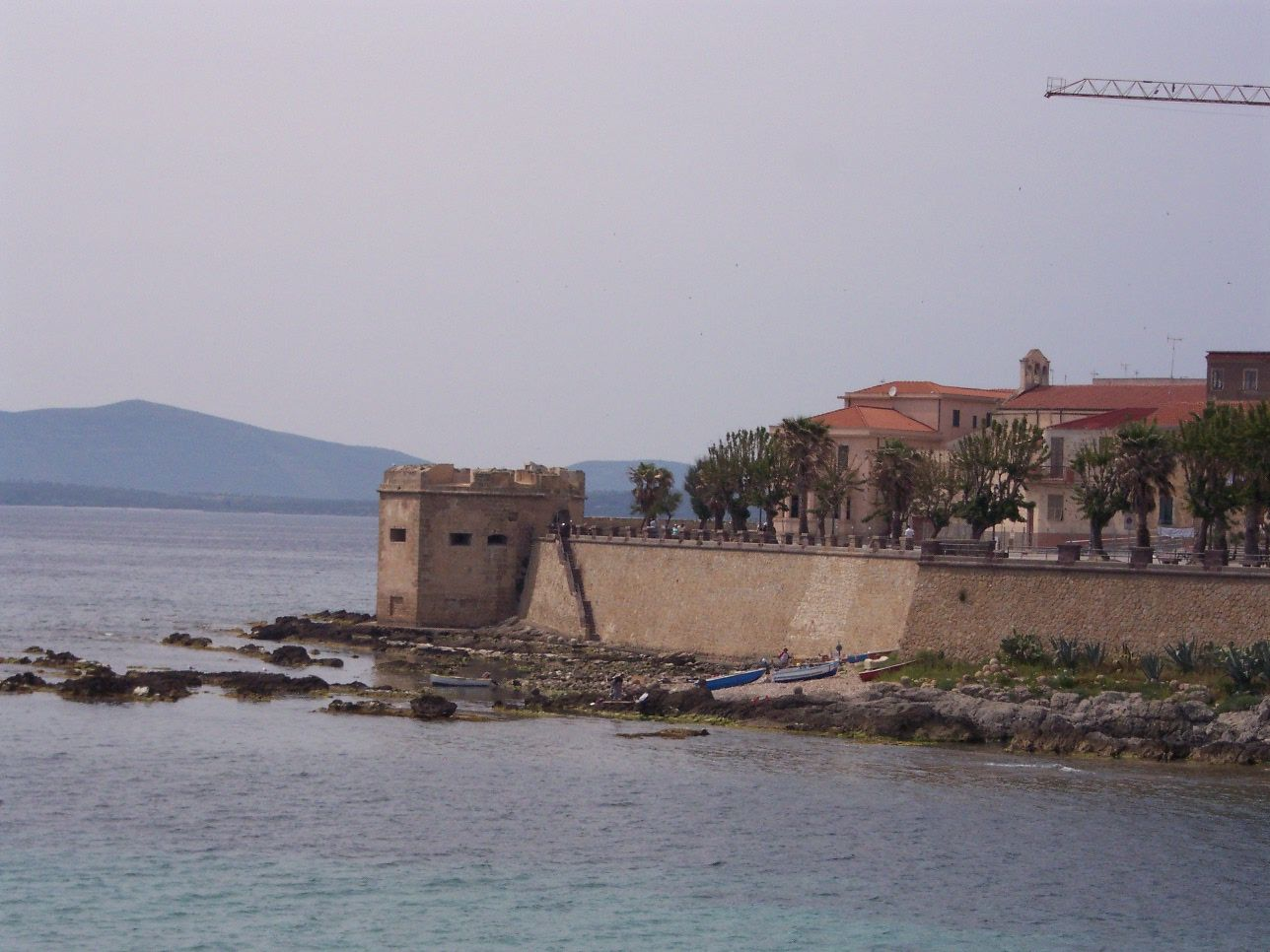
Вежа Св. Якова
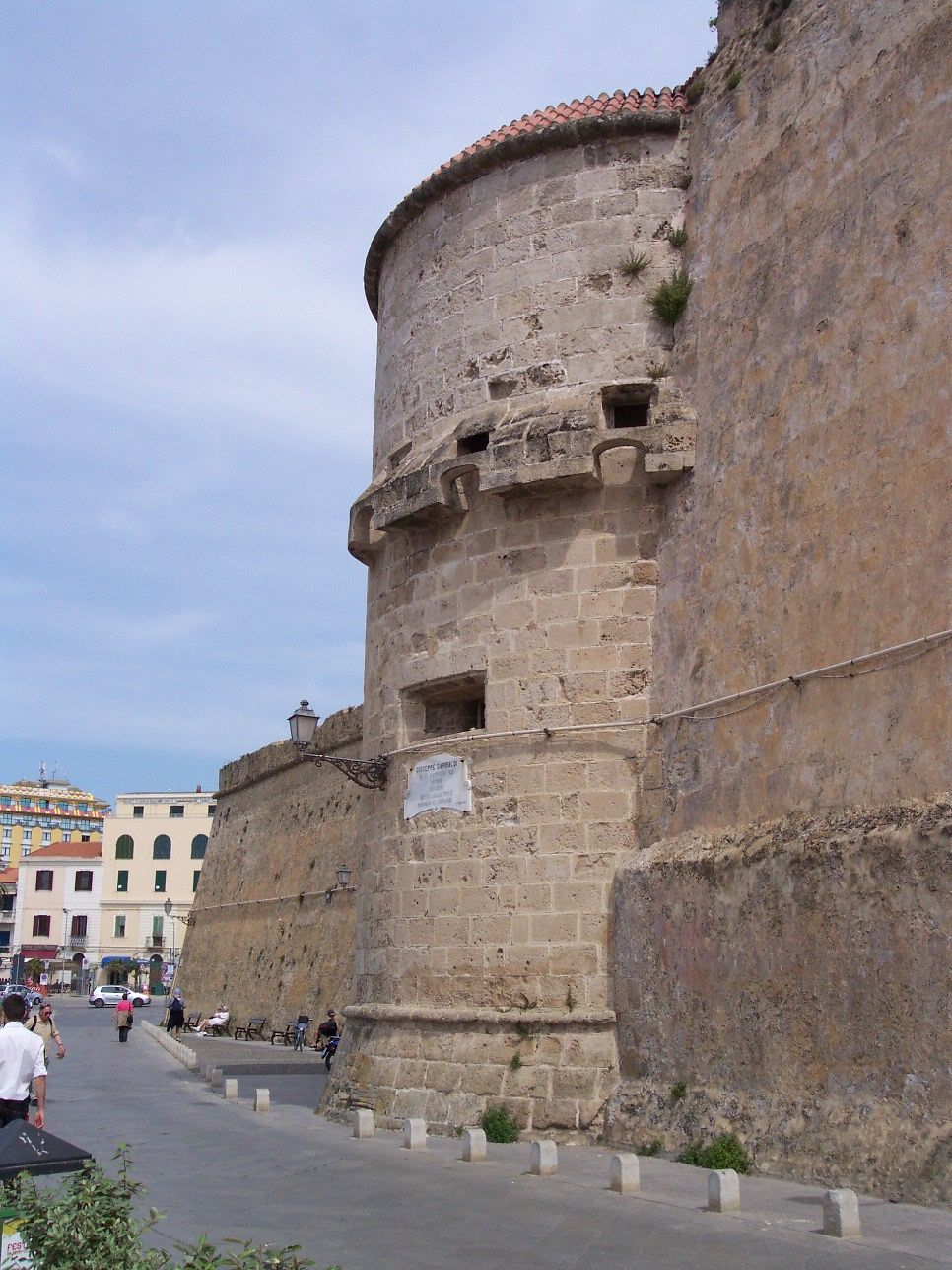
Вежа Магдалени
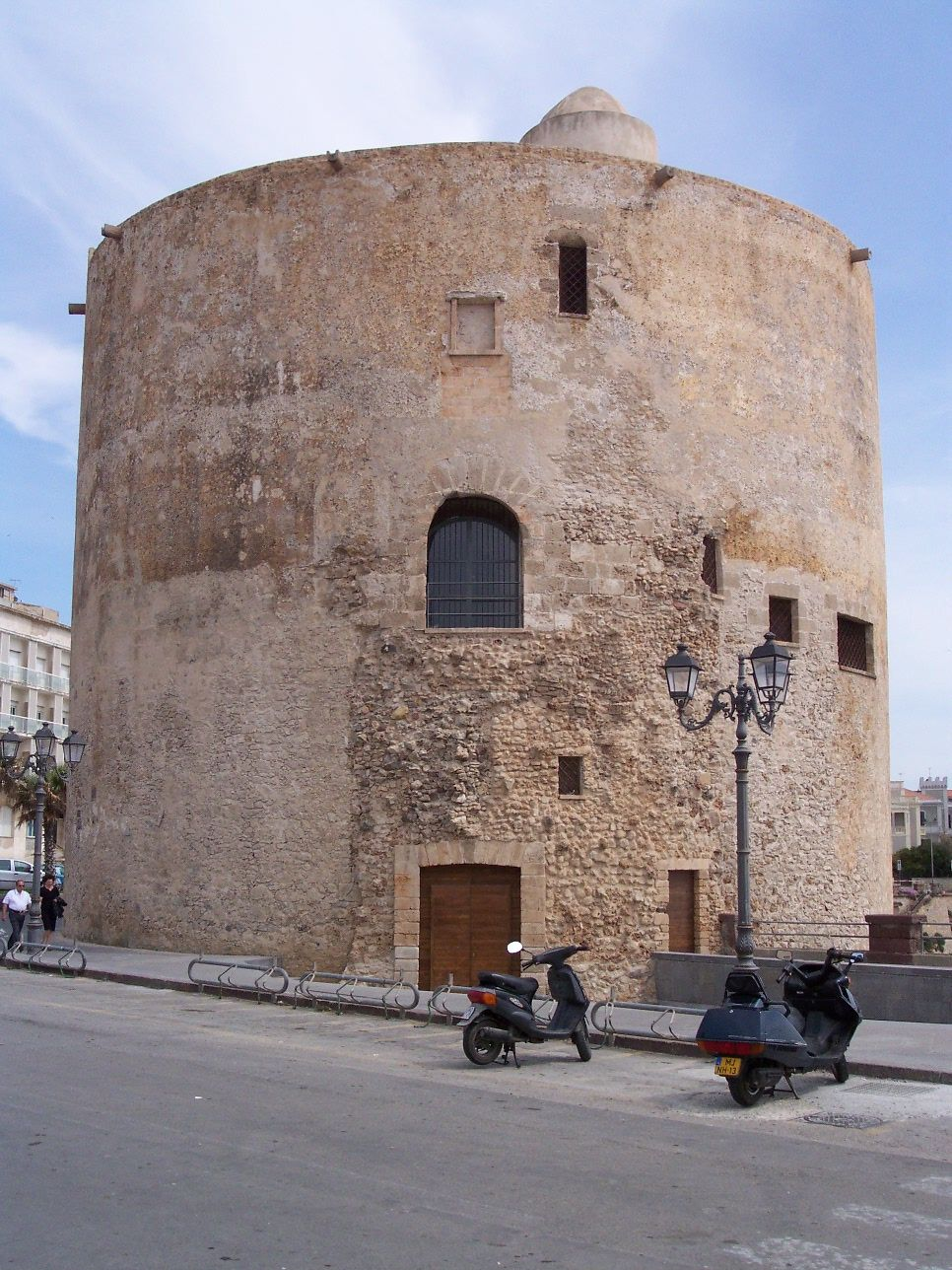
Вежа надії
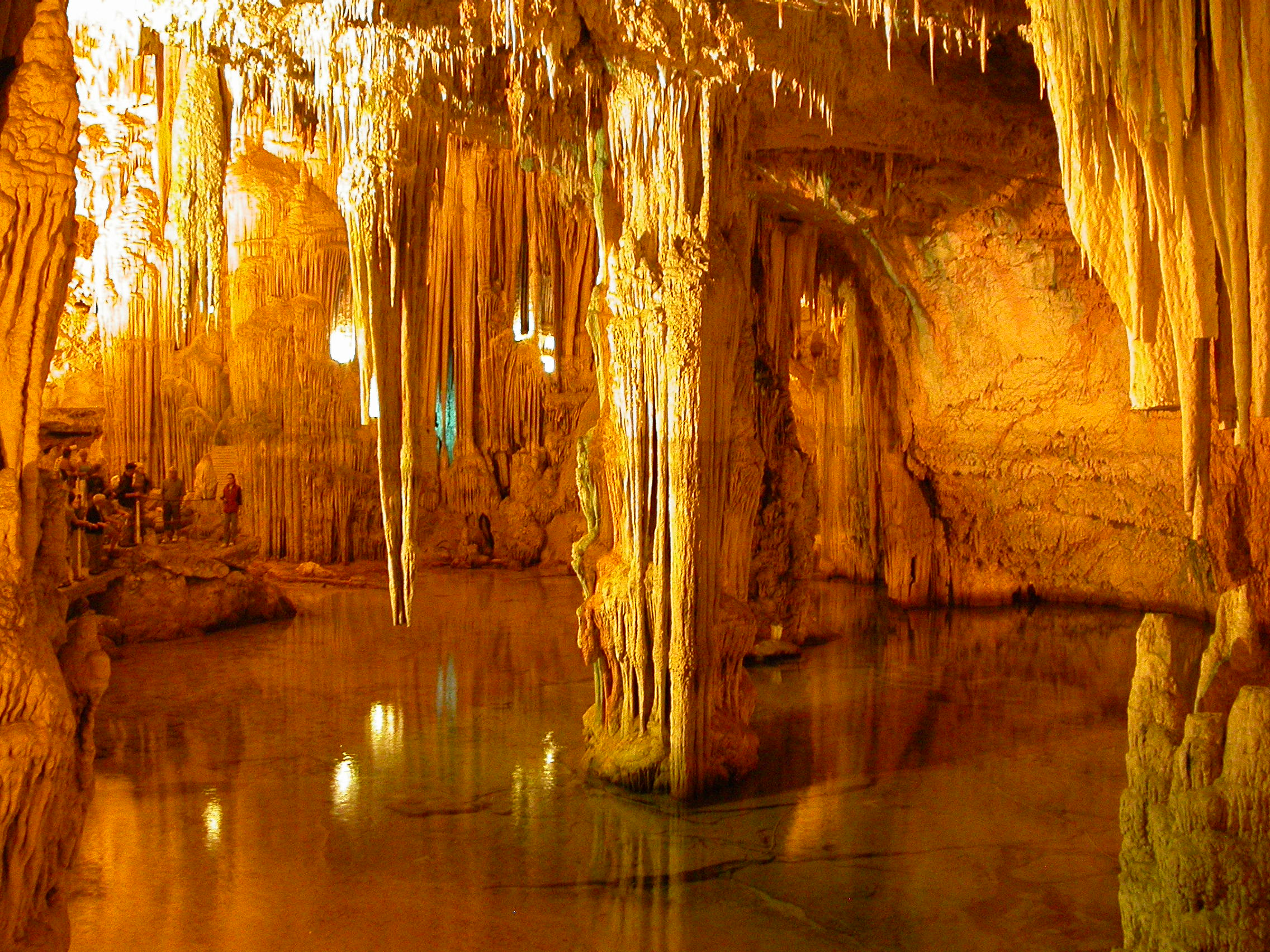
Грот Нептуна
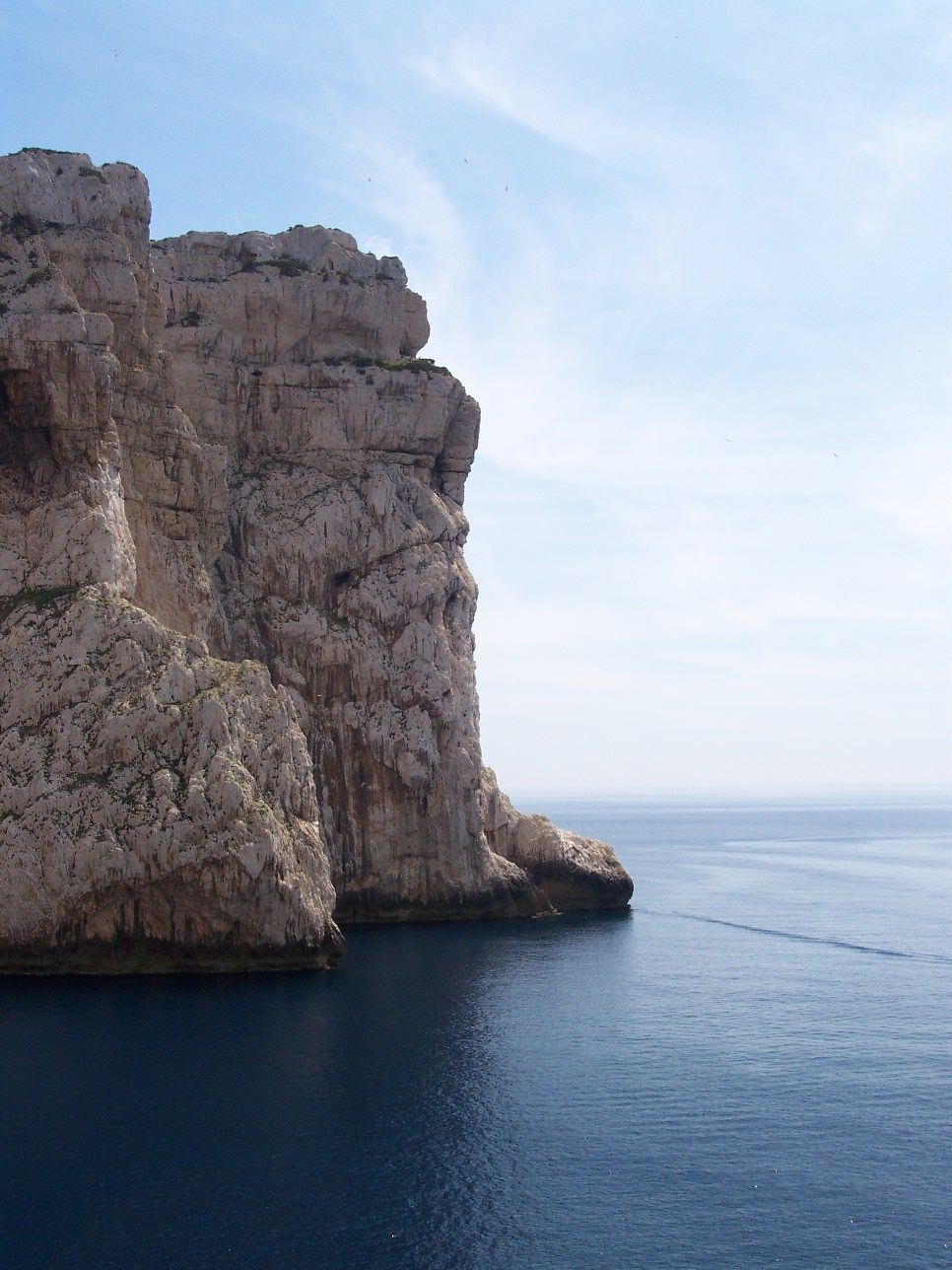
Мис Каса (кат. Caça, італ. Cacchia)
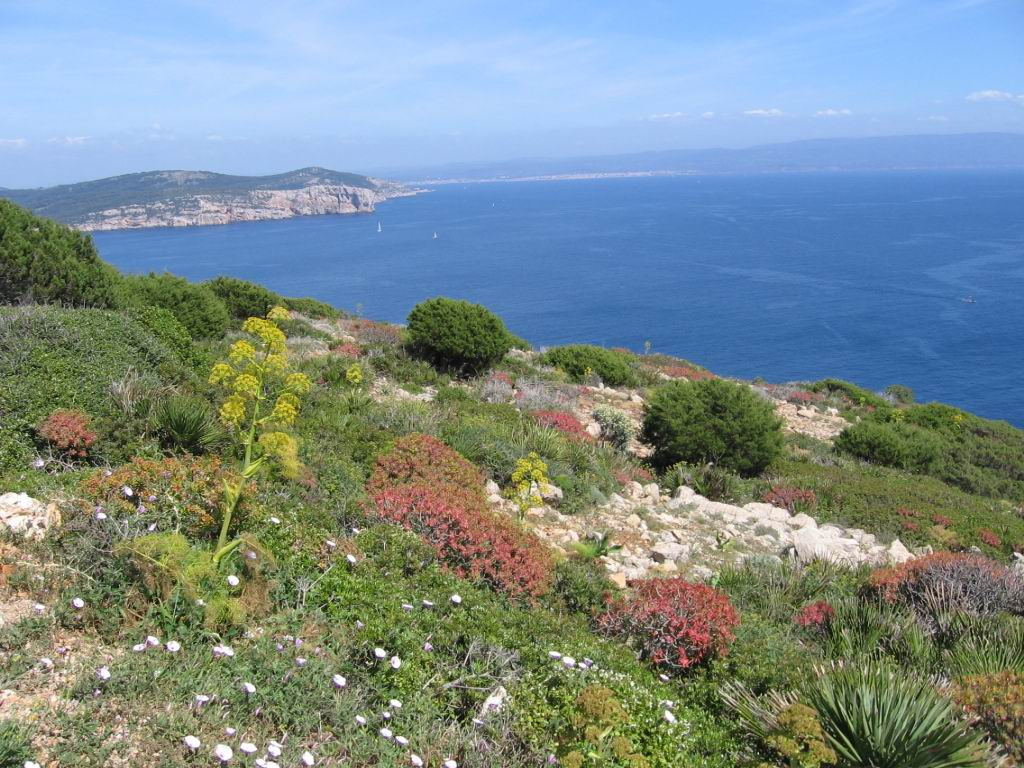
Рослинність на мисі Каса